# Etil

Grupo etila

Etil (também escrito como etila ou etilo) é o tipo de radical orgânico alquil que contém dois carbonos ligados entre si. Um deles apresenta três ligações com
hidrogênios além de uma com outro carbono que apresenta duas ligações com hidrogênio e uma valência livre. Portanto o etil é um radical monovalente derivado do etano. Apresenta formula CH3-CH2- / C2H5
A etilação  é a formação de um composto introduzindo um grupo etil.